# Daniel James
Daniel James II, född 3 oktober 1981 i Auckland, Nya Zeeland, är en nyzeeländsk skådespelare.
Han har bland annat medverkat TV-serien The Tribe, som Martin eller Zoot, vilket är samma person, samt i Xena: Warrior Princess i episoden A Solstice Carol som Lynal. 
Han sjunger med i cd:n The Tribe:Abe Messiah i ett antal låtar.